# Cronobiologie
Cronobiologia (din greacă chrono-timp) este acea parte a biologiei, ce se ocupă cu observarea și studierea fenomenelor fiziologice periodice și a modelelor comportamentale repetabile în cadrul organismelor vii, care se află continuu sub influența acțiunii unor factori externi: succesiunea anotimpurilor, rotația Pământului în jurul axei sale (noapte/zi). În grupa acestor fenomene ciclice sunt incluse și bioritmurile (lunare sau solare). De altfel, biocronologia este știința bioritmurilor . Cronobiologie este strâns legată de așa ramuri ale biologiei, precum endocrinologia, biochimia, genetica, etologia și psihiatria umană.